# Gare de Guingamp
La gare de Guingamp est une gare ferroviaire française des lignes de Paris-Montparnasse à Brest, de Guingamp à Carhaix et de Guingamp à Paimpol. Elle est située à proximité du centre de la ville de Guingamp, dans le département des Côtes-d'Armor, en région Bretagne.
Elle est mise en service en 1863 par la Compagnie des chemins de fer de l'Ouest sur la ligne de Paris-Montparnasse à Brest. Elle devient le centre d'une étoile ferroviaire à six branches lors de l'époque des réseaux secondaires à voie métrique dont la dernière ligne desservant Guingamp est transformée en voie normale en 1967.
Guingamp est une gare voyageurs de la Société nationale des chemins de fer français (SNCF), desservie par le TGV et des trains express régionaux TER Bretagne. C'est également une gare marchandises.

## Situation ferroviaire
Établie à 93 mètres d'altitude, la gare de Guingamp est située au point kilométrique (PK) 504,745 de la ligne de Paris-Montparnasse à Brest, entre la gare de Châtelaudren - Plouagat et la gare de Belle-Isle - Bégard. Gare de bifurcation, elle est l'origine de la ligne de Guingamp à Carhaix, avant la gare de Moustéru, et de la ligne de Guingamp à Paimpol avant la halte de Gourland.

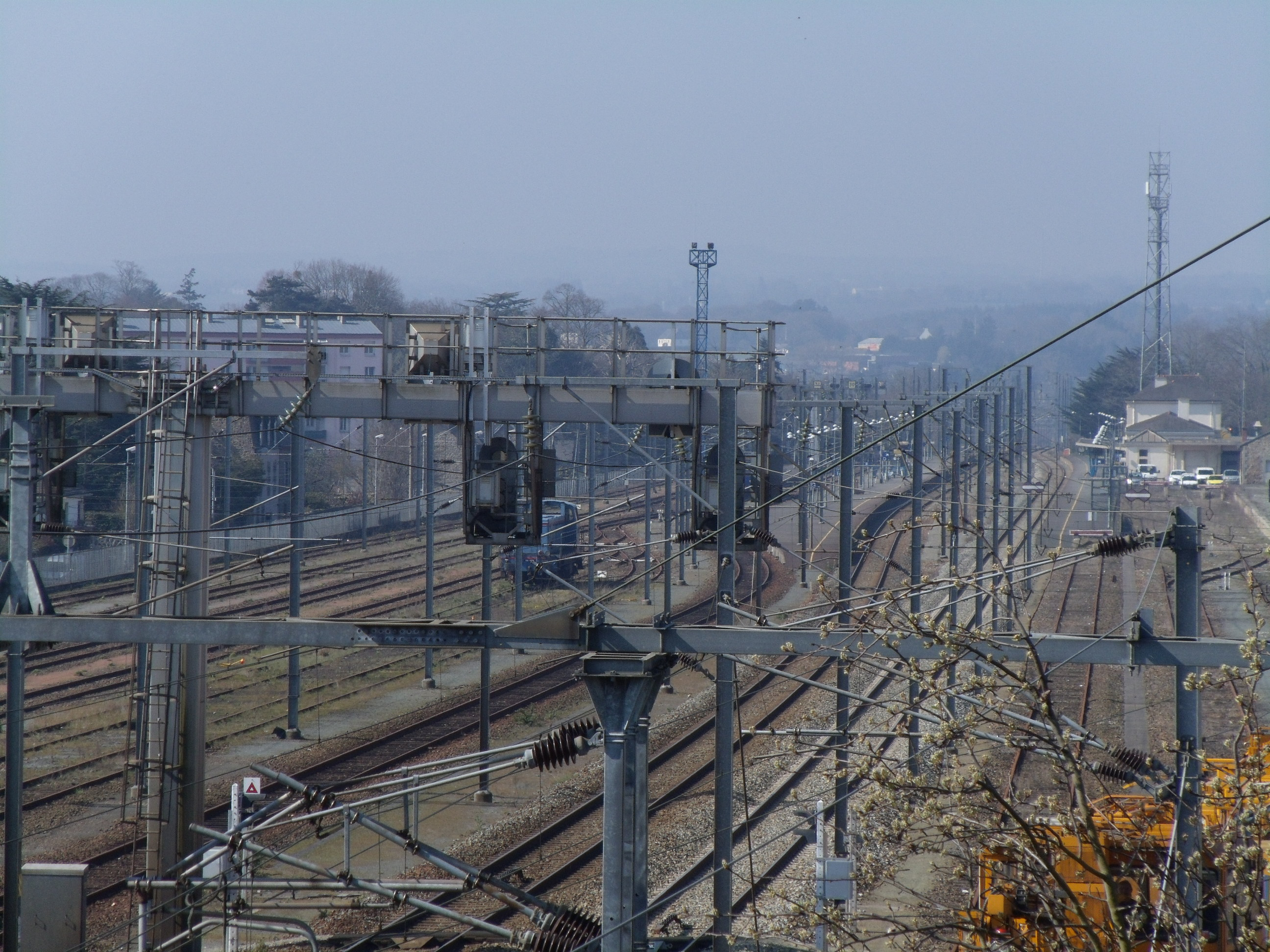
Les voies de la gare vue du pont routier de l'ancienne RN12.

## Histoire
La gare de Guingamp est mise en service par la compagnie des chemins de fer de l'Ouest, le 7 septembre 1863, lors de l'inauguration de la section de Rennes à Guingamp de la ligne de Paris-Montparnasse à Brest.
C'est à la fin du XIXe siècle qu'il est de nouveau question d'ouvertures d'un réseau de voies ferrées d'intérêt local dont certaines doivent desservir Guingamp. La compagnie de l'Ouest concessionnaire mais ne désirant pas exploiter directement ce réseau secondaire, à voie métrique, le confie en affermage à la Société générale des chemins de fer économiques qui construit ce que l'on appellera le Réseau Breton. Les ouvertures se succèdent avec les 53 km de Carhaix à Guingamp le 24 septembre 1893 et les 37 km de Guingamp à Paimpol le 14 août 1894.
Au début du XXe siècle, la gare de Guingamp va gagner encore en importance avec la construction par les Chemins de fer des Côtes-du-Nord de la ligne de Plouha à Guingamp, inaugurée le 20 juin 1905. 

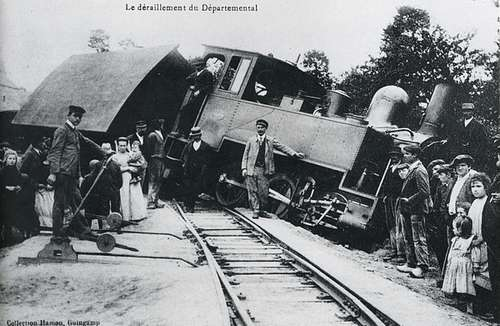
Le déraillement de Guingamp, en 1909.

Ce développement du trafic ferroviaire est parfois accompagné d'accidents comme le déraillement, le 24 août 1909, d'un train tracté par la locomotive à vapeur no 18, une 030T Blanc-Misseron, qui occasionne quelques blessures aux passagers.
Puis la ligne de Guingamp à Saint-Nicolas-du-Pélem, inaugurée le 12 janvier 1924, complète l'étoile ferroviaire à six branches de Guingamp.
Les fermetures de ces réseaux secondaires à voie métrique débutent en 1937 et, en 1968, après la transformation de la ligne de Carhaix à Guingamp mise en voie à l'écartement standard, les voies métriques encore existantes ne sont plus exploitées.
En 1991, la halle aux marchandises est détruite. Elle abritait un autorail « Picasso », le X3890, après un projet avorté de restauration et de train touristique. Récupéré par l'association Chemins de fer du Centre-Bretagne, il quitte la gare en 1993 pour rejoindre celle de Loudéac.
En 2010, elle est la quatrième gare marchandises de la région Bretagne en 2006.
De mars 2014 à février 2015, la gare est réaménagée afin de créer un pôle d’échanges multimodal. Les aménagements réalisés concernent entre autres la modification du parvis de la gare, désormais dédié aux piétons, la réorganisation des parkings et la transformation des quais pour les rendre accessibles aux personnes à mobilité réduite avec l'installation d'ascenseurs,.

## Fréquentation
De 2015 à 2023, selon les estimations de la SNCF, la fréquentation annuelle de la gare s'élève aux nombres indiqués dans le tableau ci-dessous.
| Année                      | 2015    | 2016    | 2017    | 2018    | 2019    | 2020    | 2021    | 2022      | 2023      |
| -------------------------- | ------- | ------- | ------- | ------- | ------- | ------- | ------- | --------- | --------- |
| Voyageurs                  | 591 776 | 582 013 | 635 559 | 636 523 | 704 582 | 516 936 | 694 628 | 922 076   | 1 050 571 |
| Voyageurs et non voyageurs | 739 720 | 727 517 | 794 449 | 795 654 | 880 728 | 646 170 | 868 285 | 1 152 596 | 1 313 214 |

## Service des voyageurs

### Accueil
Gare SNCF, elle dispose d'un bâtiment voyageurs ouvert tous les jours, avec guichets ouverts du lundi au samedi. Elle est équipée d'automates pour l'achat de titres de transport TER et pour la validation des cartes KorriGo. C'est une gare « Accès plus » et « Accès TER », avec des aménagements, équipements et services pour les personnes à la mobilité réduite.

### Desserte
Guingamp est desservie par huit aller-retour quotidiens TGV (marques TGV inOui et Ouigo) de la ligne Paris-Montparnasse – Rennes – Brest / Lannion. Le temps de parcours pour Paris est d'environ 3 h 20 min.
La gare est également desservie par des trains TER Bretagne qui effectuent des missions sur les lignes : no 1 (Rennes – Saint-Brieuc – Brest), no 20 (Lannion – Guingamp – Saint-Brieuc), no 21 (Saint-Brieuc – Morlaix – Brest), no 25 (Guingamp – Paimpol) et no 25b (Guingamp – Carhaix).

### Intermodalité

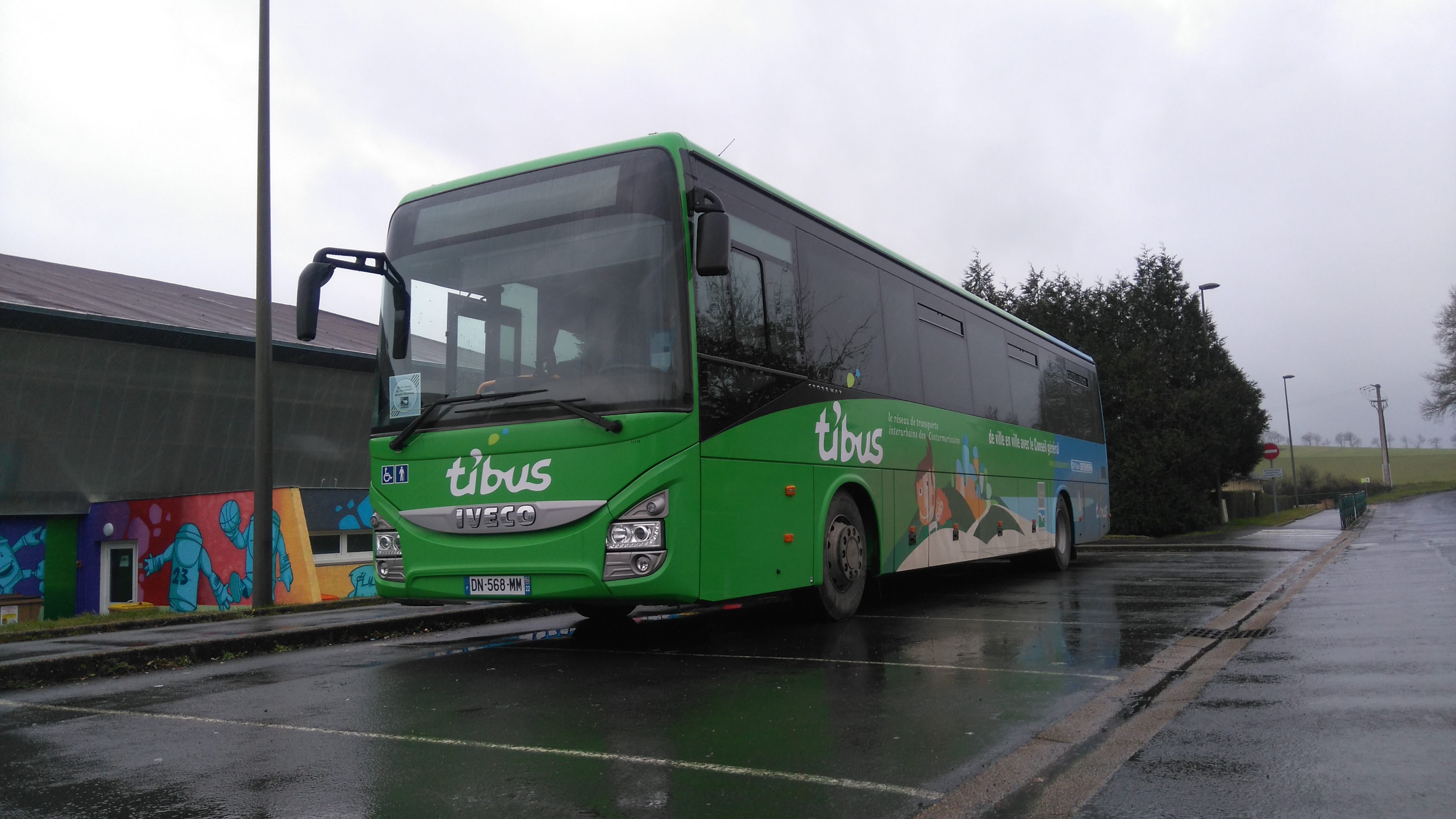
Un car de l'ancien réseau départemental Ti'Bus.

Un parc pour les vélos et un parking y sont aménagés. Elle est desservie par les autocars du réseau régional BreizhGo (lignes : 6, 21, 22 et 23).

## Service des marchandises
En 2019, selon SNCF Réseau, la cour marchandises a besoin d'être remise en état pour être ouverte au service du fret.
En 2006, Guingamp figure, avec 165 085 tonnes, à la quatrième place des gares bretonnes pour le trafic marchandises après les gares de Rennes, Plestan et La Brohinière. Ce trafic représente 108 699 t déchargées et 56 386 t chargées. Il s'agit, pour un peu moins des trois quarts, de produits venant de l'agriculture, le reste étant représenté par des automobiles et des engrais.